# موسم (فیلم ۱۹۷۵)
فصل (به هندی: Mausam) یا موسم فیلمی محصول سال ۱۹۷۵ و به کارگردانی گلزار است. در این فیلم بازیگرانی همچون شارمیلا تاگور، سانجیو کومار، دینا پاتک، ام شیپوری، ساتین کاپو ایفای نقش کرده‌اند.